# Canudos
Canudos is een gemeente in de Braziliaanse deelstaat Bahia. De gemeente telt 15.732 (census 2010)

## Aangrenzende gemeenten
De gemeente grenst aan Chorrochó, Euclides da Cunha, Jeremoabo, Macururé, Monte Santo en Uauá.

## Geschiedenis

### Favela
De naam favela is ontstaan na de Oorlog van Canudos (Guerra de Canudos) in 1895-1896. Het stadje Canudos, in Noordoost Brazilië, werd door het leger omsingeld vanaf een heuvel genaamd Morro da Favela, die zo genoemd was omdat er veel favela-planten stonden. Men zegt dat de soldaten die na de oorlog terugkeerden naar Rio de Janeiro vanaf een bepaald moment hun soldij niet meer uitbetaald kregen, en derhalve gingen wonen in geïmproviseerde huizen die zij bouwden op een heuvel bij Rio de Janeiro. Dit gebied werd toen favela genoemd, naar de heuvel waarop ze tijdens de Oorlog van Canudos hadden gekampeerd.

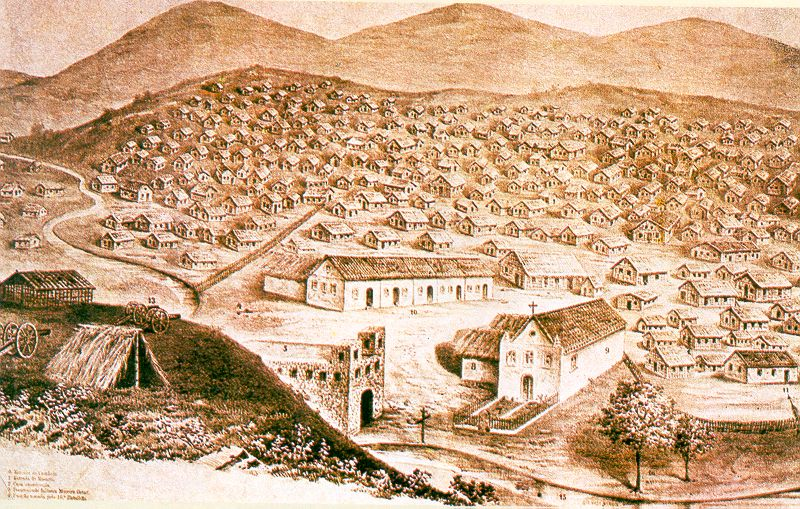
Artistieke impressie van Canudos